# Parte por milhão

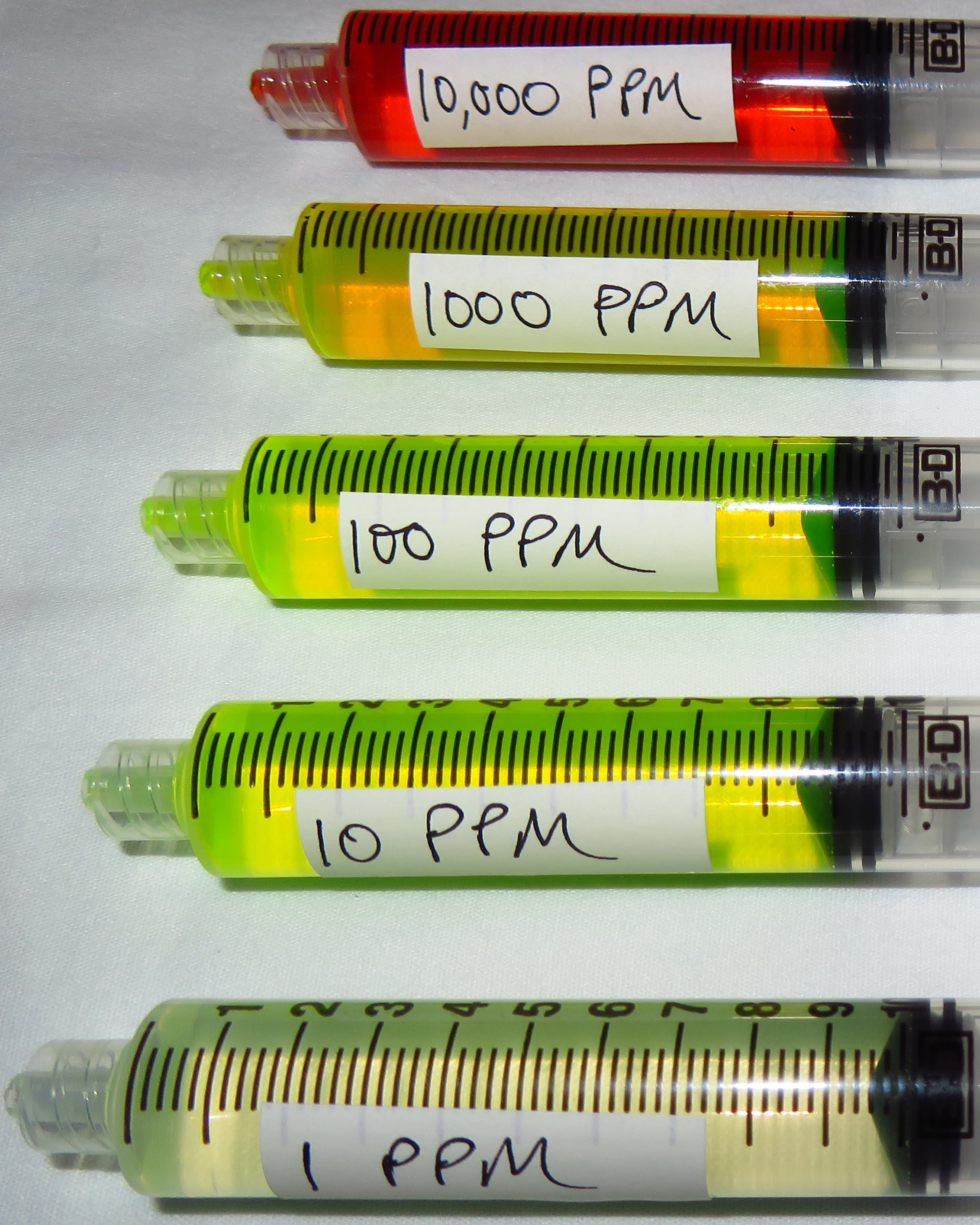
Seringas contendo soluções em diferentes concentrações identificadas pelas etiquetas

Partes por milhão ou abreviadamente ppm é a medida de concentração que se utiliza quando as soluções são muito diluídas.
Concentrações ainda menores podem ser expressas em partes por bilhão (ppb), partes por trilhão (ppt), etc, no que se chama partes por notação, da qual a ppm é a mais usual.

## Em massa
A concentração ppm em massa expressa a massa de soluto (disperso), em µg (micrograma), existentes em 1 g (1 milhão de µg) de solução.
Exemplo: Quando se afirma que a água poluída de um rio contém 5 ppm em massa de mercúrio significa que 1 g da água deste rio contém 5 µg de mercúrio.
Se considerarmos a densidade das soluções aquosas = 1,00 g/mL (ou aproximado) pode usar-se as seguintes relações:
Além disso pode ser visto ppm em massa como mg/kg também. Nesse caso, demonstra o quanto de soluto em mg há em 1 kg de solução. Logo pode-se concluir mais uma relação:
Por exemplo, ao dizer que em uma solução há 75 ppm de KI, iodeto de potássio, é o mesmo que dizer que em uma solução qualquer de 1 kg em massa há 75 mg de KI diluída nela.
Você pode ter também ppb, que significa 1 parte do soluto/ 1 000 000 000 partes da solução.

## Análise Dimensional
Para verificar se a validade das concentrações expressas ppm é necessário verificar analiticamente a relação entre as unidades que estão sendo adotadas, de tal modo que haja sempre o valor {\displaystyle 10^{6}} no denominador da fração. Assim, para mg/L (em soluções aquosas) tem-se:
O mesmo procedimento pode ser realizado para µg/mL, mg/kg e para concentrações expressas em partículas por bilhão (ppb).

## Em volume
A concentração ppm também pode ser expressa em volume:
A concentração ppm em volume indica o volume de soluto (disperso), em mL, existentes em 1 m3 (1 milhão de mL) de solução.
Exemplo: O ar (solução gasosa) contém 8 ppm de gás hélio. Isso significa que em cada 1 m3 do ar atmosférico existe 8 mL de hélio.
A concentração ppm em volume só pode ser utilizada quando os componentes da solução são todos líquidos ou todos gasosos. 

## Outros usos
A abundância de um material na crosta terrestre também é medida em ppm
O termo ppm também pode ser aplicado para exprimir a estabilidade de dispositivos em geral e é por isso muito usado em eletrônica.
Por exemplo, os ressoadores comumente são especificados como: 5 MHz-20 ppm, isso indica que para cada milhão de hertz do ressoador pode haver uma variação de até 20 hertz, ou seja, o ressoador de 5 MHz do exemplo, na prática apresentará um valor entre: 4,999900 MHz e 5 MHz.